# Les Châtaigniers du désert (téléfilm)
Pour plus de détails, voir Fiche technique et Distribution.
Les Châtaigniers du désert est un téléfilm français en deux parties réalisé par Caroline Huppert, diffusé le 13 novembre 2010 sur France 3.

## Synopsis
Marie, brillante étudiante en théologie, revient voir son frère, qui est pasteur à Valdeyron dans les Cévennes. Mais celui-ci vient de mourir brutalement. Alors qu'elle ne partageait pas du tout les convictions religieuses de son frère, elle décide de rompre avec son fiancé américain et de s'installer dans les Cévennes, où elle redécouvre la foi et devient pasteur à son tour, se faisant accepter peu à peu par une population parfois dure et réticente.

## Fiche technique
- Réalisateur : Caroline Huppert
- Scénario : Frédérique Hébrard, Louis Velle et François Velle, d'après le roman de Frédérique Hébrard
- Photographie : Yves Lafaye
- Musique : Grégoire Hetzel
- Son : Dominique Levert
- Décors : Denis Mercier
- Costumes : Anne David
- Montage : Aurique Delannoy
- Productrice exécutive : Sophie Ravard
- Dates de diffusion :
  - 13 novembre 2010 sur France 3 (première partie)
  - 14 novembre 2010 sur France 3 (seconde partie)
- Date de rediffusion :
  - 8 décembre 2012 sur France 3, (première et seconde parties)
- Durée : 200 minutes.

## Distribution
- Élodie Navarre : Marie
- Louis Velle : Melchior
- François Marthouret : Bob
- Thomas Jouannet : Brice
- Isabelle Sadoyan : Sarah
- Mathias Mlekuz : Michel
- Jean-Claude Drouot : Ruben
- James Gérard : Desmond Campbell
- Alexandra Stewart : Eleanor Campbell
- Vanessa Guide : Fleur Bonneteau
- Paul Velle : Abel
- Claudine Vincent : Mme Bourquin
- Stéphane Brel : Johann Wirth
- Samir Boitard : Mostafa Moumen
- Alain Mottet : le marquis
- Philippe Laudenbach : Pasteur Poujol
- Anne Richard : Régine
- Dora Doll : Augustine
- La population de Valleraugue